# 莫纳克 (夏朗德省)
莫纳克（法語：Mosnac，法語發音：[monak]）是法国夏朗德省的一个旧市镇，属于干邑区。2021年，莫纳克与市镇圣西默合并为新市镇莫纳克-圣西默，莫纳克为新市镇行政中心。

## 地理
莫纳克（45°37'7"N, 0°1'8"W）面积6.33 平方千米，位于法国新阿基坦大区夏朗德省，该省份为法国西部内陆省份，北起德塞夫勒省和维埃纳省，东临上维埃纳省，东南至多尔多涅省，南至多爾多涅省，西接滨海夏朗德省。
与莫纳克接壤的市镇（或旧市镇、城区）包括：尚米永、夏朗德河畔新堡、鲁莱-圣埃斯泰夫、圣西默、锡勒伊。

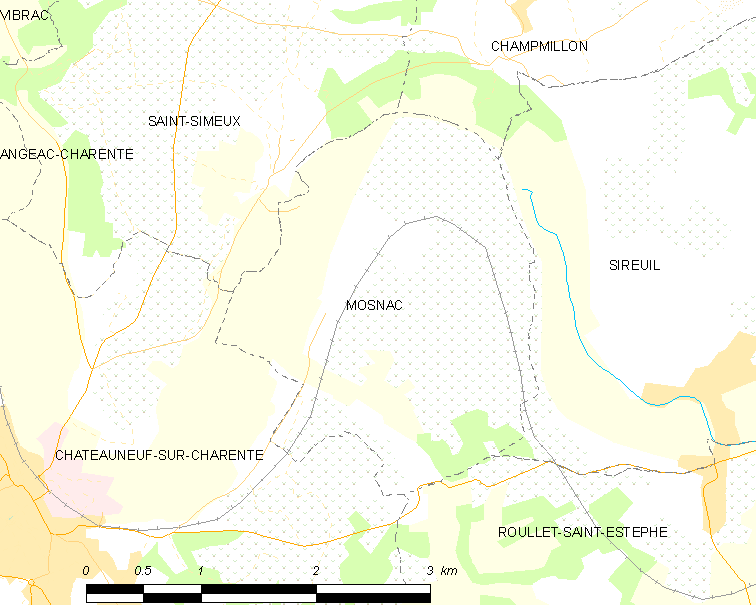
的OSM定位图

莫纳克的时区为UTC+01:00、UTC+02:00（夏令时）。

## 行政
莫纳克的邮政编码为16120，INSEE市镇编码为16233。

## 政治
莫纳克所属的省级选区为夏朗德-香槟县。

## 人口

1962-2008年间人口变化图示

莫纳克于2018年1月1日时的人口数量为449人。